# بنیاد اینگونه زاده شده‌ام
بنیاد اینگونه زاده شده‌ام (انگلیسی: Born This Way Foundation؛ بعضی اوقات با نام اختصاری BTWF شناخته می‌شود) یک سازمان غیرانتفاعی است که در سال ۲۰۱۲ توسط هنرمند و فعال آمریکایی لیدی گاگا و مادرش سینتیا جرمنوتا تأسیس شد. این بنیاد که از آلبوم خواننده با عنوان اینگونه زاده شده‌ام (۲۰۱۱) خوانده شده‌است، متعهد به حمایت از سلامتی جوانان و همکاری با آنها برای «ساختن جهان بهتر و شجاع تر» است.
این بنیاد با تلاش برای ترویج مهربانی و گفتگوهای صریح و صادقانه در مورد بهداشت روان، تأیید اعتبار عواطف جوانان و ریشه کن کردن ننگ پیرامون بهداشت روان، سلامت و سلامتی جوانان را در اولویت قرار می‌دهد.
علاوه بر این، بنیاد برای «اتصال، تعامل و الهام بخشیدن به جوانان - در جاده‌ها، در جوامع آنها و به صورت آنلاین» فعالیت می‌کند. برنامه‌های بنیاد بر مدل‌سازی مکالمات سالم در مورد بهزیستی روان، اتصال جوانان با منابع و خدمات و پرورش جوامعی که اولویت سلامت روان را دارند تمرکز می‌کند.